# Hans D. Stern
Hans Dietrich Stern, född 21 juni 1928 i Leipzig, Tyskland, död 5 januari 1990 i Oscars församling, Stockholm, var en svensk präst och psalmförfattare.
Han var i yngre år känd som Hans Dieter Stern, men namnformen Hans D. Stern är i överensstämmelse med dödsannonsen. Stern har skrivit text och melodi till måltidspsalmen Glädjens Herre, var en gäst, Den svenska psalmboken (1986), nummer 295.

## Biografi
Hans D. Stern var son till revisorn Hans Clausen och Dr. phil. Olga Stern. Hans Stern kom till Sverige som barn tillsammans med sin mor och bror kort tid före andra världskrigets utbrott 1939. Han växte upp som fosterson till prosten Adolf Kloo i Västra Tunhem, idag Vänersborgs kommun.. Efter studentexamen i Vänersborg, studerade han vid Göteborgs högskola från 1948 och vid Lunds universitet från 1949. Han blev teologie kandidat vid Lunds universitet 1954 och prästvigdes för Skara stift 1955. Efter att först ha tjänstgjort i Alingsås blev han stiftsadjunkt i Skara stift 1956. Under år 1962 var han präst vid svenska FN-trupperna i Kongo och blev sedan samma år komminister i Hässelby församling i Stockholms stift.  
Från 1974 till sin död 1990 var han komminister i Vällingby församling, grannförsamling till Hässelby. Där ägnade han sig speciellt åt sjukhuskyrkan vid Råcksta sjukhus och servicehus.
Hans D. Stern var från 1987 gift med Vivienne Hjärre Stern. Han är gravsatt på Hässelby begravningsplats, Stockholm.

## Psalm
Huvudartikel: Glädjens Herre, var en gäst
Sterns måltidspsalm dateras allmänt till 1950 men detta årtal har ifrågasatts. Den har troligen tillkommit och presenterats året innan, det vill säga 1949. Stern var student vid denna tid. Han antas ha skrivit psalmen i prästgården i Västra Tunhem och haft den med till en studentsamling på Flämslätts stiftsgård, där den blev sjungen vid måltiderna. Även ett senare minne från 1955 knyter psalmen till Flämslätt, men det var först långt senare som den blev allmänt känd och spridd. Den är således inte med i Kyrkovisor för barn från 1960. 
I Den svenska psalmboken (1986) ingick den i den ekumeniska delen, som var gemensam med de flesta kristna samfunden i Sverige. Den är också med i den finlandssvenska och de översatt i den norska kyrkopsalmboken. Översättningar föreligger vidare till danska och tyska. Psalen finns även på finska i Svenska kyrkas finska psalmbok Ruotsin kirkon virsikirja.

### Översättningar
- Danska : "Glædens Herre, vær du gæst", i Psalmer og kirkeviser nummer 26:1–2.[9]
- Finska: "Ilon Herra, saavuthan", översatt av Anna-Maija Raittila 1996, ingår i Ruotsin kirkon virsikirja (Den svenska psalmboken på finska), nummer 295
- Norska: "Gledes Herre, vær vår gjest", översatt av  Leif P Ottersen 1963. Norsk salmebok 2013, nummer 765.[10]
- Tyska: "Herr der Freude, Herr der Welt", översatt av Thomas Oberschmidt.[11]